# 古噬菌體科
竿形病毒科（學名：Rudiviridae）為線狀病毒綱線狀病毒目的一科，學名的拉丁文詞根rudis有小的桿狀物之意，其病毒顆粒的形態為桿形，不含脂質，遺傳物質為線形雙股DNA。主要的宿主為古菌。
硫化裂葉病毒（Sulfolobus virus）、熱變形菌屬病毒4（Thermoproteus virus 4）均屬於本科。

## 分類
本科可分為7個屬：
- 阿佐瑞斯竿形病毒屬 Azorudivirus
- 易主竿形病毒屬 Hoswirudivirus
- 冰島竿形病毒屬 Icerudivirus
- 意大利竿形病毒屬 Itarudivirus
- 日本竿形病毒屬 Japarudivirus
- 墨西哥竿形病毒屬 Mexirudivirus
- 美國竿形病毒屬 Usarudivirus